# Вовлечение несовершеннолетнего в совершение антиобщественных действий
Вовлечение несовершеннолетнего в совершение антиобщественных действий — деяние, являющееся преступным согласно статье 151 Уголовного кодекса РФ. Под вовлечением понимается склонение несовершеннолетнего к совершению любого из перечисленных в данной статье кодекса антиобщественных действий. Способы склонения не конкретизируются, это могут быть уговоры, угрозы, обман и другие действия.
Наказуемым является вовлечение несовершеннолетнего в следующие антиобщественные действия:
- Систематическое (3 и более раз) употребление спиртных напитков, одурманивающих веществ.
- В занятие бродяжничеством.
- В занятие попрошайничеством.

Наказуемым данное деяние является только если вовлекающее лицо достигло 18-летнего возраста.